# 2x2
2x2 (tiếng Nga: дважды два, chuyển tự dvazhdi dva) là một kênh truyền hình phát sóng tại Liên Xô, và nay là Nga.